# Montel Williams
Montel Brian Anthony Williams (sinh ngày 3 tháng 7 năm 1956) là một nhân vật truyền hình, người dẫn chương trình talkshow qua radio, và diễn viên người Mỹ. Ông nổi tiếng nhất với vai trò người dẫn chương trình lâu năm The Montel Williams Show và gần đây như là một phát ngôn viên của tổ chức Hợp tác Hỗ trợ Prescription (PPA). Williams cũng đang hoạt động với chức phi lợi nhuận MS Foundation mà ông thành lập sau khi được chẩn đoán mắc bệnh đa xơ cứng vào năm 1999. Williams cũng được ghi nhận đóng góp trong cả Thủy quân lục chiến và Hải quân, nơi ông đã vinh dự được giải ngũ sau 15 năm phục vụ.

## Tuổi thơ
Williams có tên khai sinh Montel Brian Anthony Williams, sinh ra tại Baltimore, Maryland ngày 3 tháng 7 năm 1956.